# Bahnhof Birmingham New Street
Birmingham New Street ist der Hauptbahnhof der britischen Stadt Birmingham. Der Bahnhof an der West Coast Main Line ist einer der wichtigsten Knotenpunkte des britischen Schienennetzes. Mit jährlich mehr als 35 Millionen Reisenden ist er der am meisten frequentierte Bahnhof in Großbritannien außerhalb Londons.

## Lage
Der Bahnhof befindet sich im Stadtzentrum von Birmingham. Aufgrund seiner zentralen Lage in Großbritannien fahren Züge aus verschiedenen Teilen des Landes diesen Bahnhof an. Ziele sind unter anderem London Euston, Liverpool, Manchester, Schottland, Cardiff, Nordwales, Bristol, Penzance, Nottingham, Leicester, Shrewsbury und Newcastle upon Tyne. Der Bahnhof ist auch Endstation mehrerer Vorortslinien in der Region West Midlands, die beispielsweise nach Lichfield und Redditch führen.
Im Stadtzentrum Birminghams befinden sich in der Nähe von New Street weitere Bahnhöfe, wie Snow Hill und Moor Street der Chiltern Railways, welche nicht direkt mit New Street verbunden sind, obwohl die Züge nach New Street den Bahnhof Moor Street unmittelbar unterirdisch queren.

## Geschichte

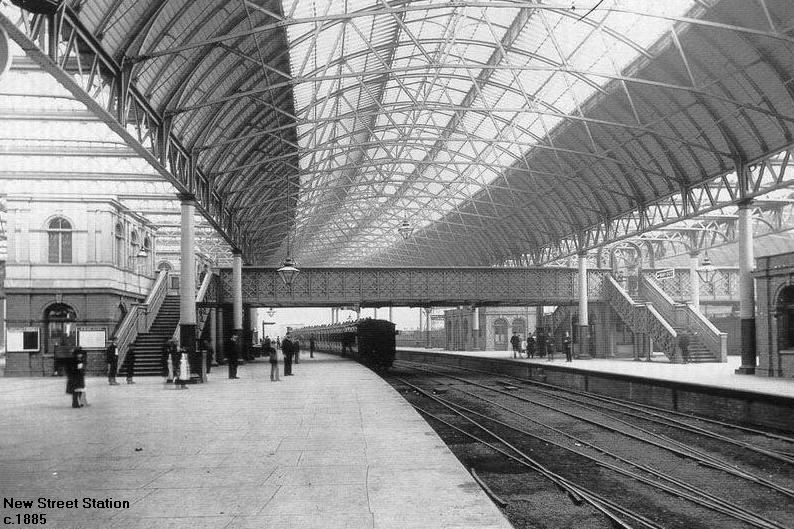
Bahnhof New Street im Jahr 1885

### Vor dem Zweiten Weltkrieg
New Street wurde von 1846 bis 1854 als Gemeinschaftsbahnhof der London and North Western Railway (LNWR) und der Midland Railway (MidR) gebaut, um mehrere früher errichtete, nicht miteinander verbundene Bahnhöfe zu ersetzen. Der bekannteste war der Bahnhof Curzon Street.
Der neue Bahnhof wurde am 1. Juni 1854 in zurückhaltender Weise offiziell eröffnet, wenngleich der Betrieb bereits 1851 aufgenommen worden war. Am selben Tag wurde auch das zum Bahnhof gehörende Queen’s Hotel eröffnet. Das vierstöckiges Gebäude mit ursprünglich 60 Zimmern war in einem schlichten, italienisch anmutenden Stil gehalten.
Der ursprüngliche Bahnhof wurde von Edward Alfred Cowper entworfen und von den Fox, Henderson & Co. gebaut, die auch den Bahnhof Paddington und den Crystal Palace in London gebaut hatten. Als er fertiggestellt war, hatte er  mit einer Spannweite von 212 Fuß (ca. 65 m) und einer Länge von 840 Fuß (ca. 260 m) das größte in Stahl und Glas gebaute Hallendach der Welt. Erst der 1868 eröffnete Bahnhof St Pancras in London hatte eine noch größere Halle.
Ende des 19. Jahrhunderts wurde eine von Francis Stevenson, dem Chefingenieur der LNWR, entworfene Erweiterung notwendig. Sie erfolgte auf der Südseite des Queen’s Drive, wo sich neu der von der MidR belegte Teil befand, während die LNWR den ganzen nördlichen Teil des Bahnhofs nutzte. Der Queen’s Drive führte fortan mitten durch den Bahnhof, der neu 15 Bahnkanten hatte und eine Fläche von 4,8 Hektaren belegte, was ihn bei der Eröffnung im Februar 1885 zum größten Bahnhof des Landes machte. 1917 erweiterte die LNWR das Queens Hotel, das nach dem Anbau eines Westflügels 1917 doppelt so groß wurde. 1923 gingen die beiden Bahngesellschaften in der London, Midland and Scottish Railway (LMS) auf.

### Nach dem Zweiten Weltkrieg

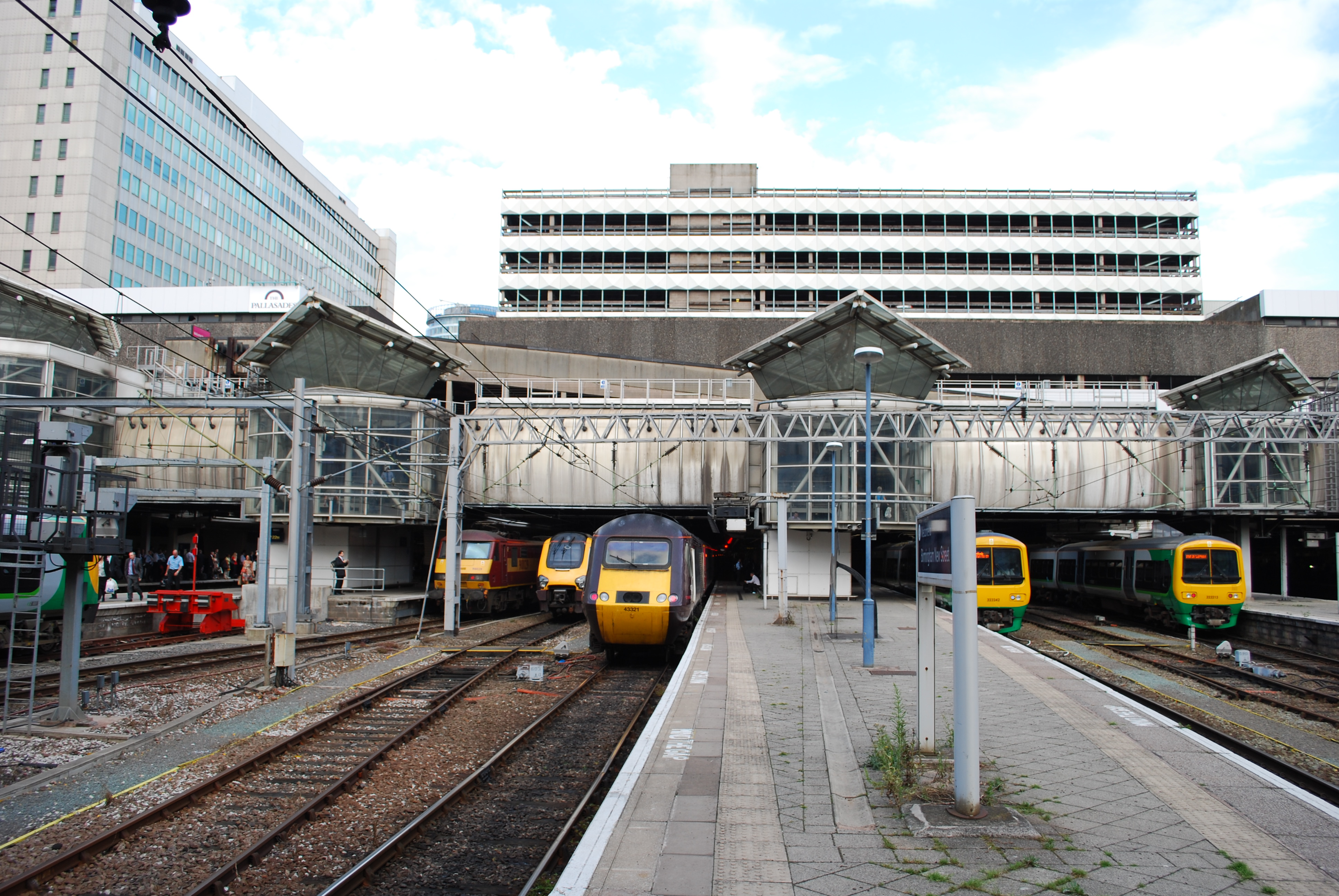
Der Bahnhof von 1967 kurz vor der Neugestaltung

Im Zweiten Weltkrieg erlitt New Street erhebliche Bombenschäden, die umfangreichen Arbeiten an der Gebäudestruktur und den Ersatz des Dachs notwendig machten. Die staatliche Gesellschaft British Rail beschloss in den 1950er-Jahren die West Coast Main Line zu modernisieren. 1964 wurde der alte Bahnhof zusammen mit dem Queen’s Hotel abgerissen und durch einen von Kenneth J. Davies entworfenen Neubau ersetzt. Über den Bahnsteigen wurde eine von 200 Säulen getragene Betonplatte angeordnet, auf der ein Einkaufszentrum entstand. Weiter entstand der 20 Stockwerke zählende Stephenson Tower auf dem Bahnhofsgelände. Der Bahnhof wurde 1967 eröffnet – im selben Jahr, als der elektrische Betrieb auf der West Coast Main Line aufgenommen wurde.

### Umgestaltung in den 2010er-Jahren

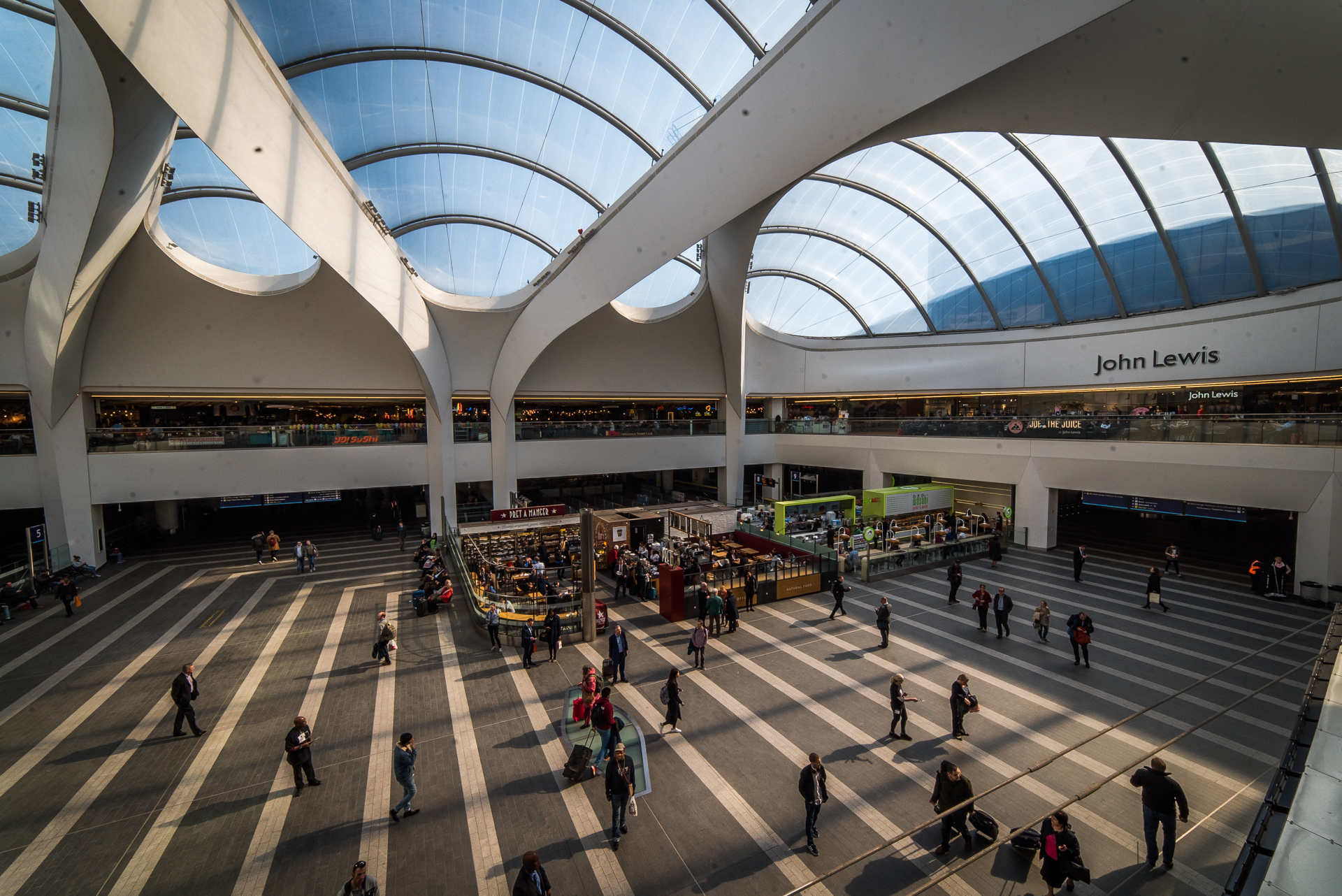
Einkaufszentrum über den Bahnsteigen

Der modernisierte Bahnhof stand von Beginn an unter heftiger Kritik, hauptsächlich wegen des dunklen, unangenehm eng wirkenden Bahnsteigbereichs. Mehr als 140.000 Fahrgästen nutzten den Bahnhof täglich, mehr als doppelt so viele wie ursprünglich geplant, sodass die Forderungen nach einem Neubau immer lauter wurden. Außerdem wurde eine Asbestsanierung notwendig. Die Infrastrukturgesellschaft Network Rail als Betreiber des Bahnhofs kündigte 2006 die Neugestaltung an. Baubeginn war 2010 und beinhaltete den Abbruch des Stephenson Tower. Das Einkaufszentrum wurde aufgewertet und wird neu als Grand Central in Anlehnung an das Grand Central Terminal in New York bezeichnet. Hauptmieter ist die Luxus-Warenhauskette John Lewis & Partners, die 23.000 m² belegt.
Die Neugestaltung wurde 2015 abgeschlossen. Die neue drei Stockwerke hohe Bahnhofshalle ist viel größer als die alte und lässt natürliches Licht in den gesamten Bahnhof fallen. Das blasenförmige Dach ist aus ETFE gefertigt, das gleiche Material, das für die Außenhülle der Allianz Arena benutzt wurde.